# 河嶋健太
河嶋 健太（かわしま けんた、1982年6月14日 - 、ふたご座A型）は、日本の俳優、タレント。大阪府出身。身長190cm。体重84kg。特技は水泳とサッカー。

## 出演

### ドラマ
- 女と愛とミステリー「大和路殺人事件」（テレビ東京）
- ホーリーランド（テレビ東京）土屋の手下役
- ごくせん2（日本テレビ）第6話 繁華街の男役
- ロケットボーイズ（テレビ東京）レギュラー：愛川 昭一郎役
- 部長刑事シリーズ（ABC）
- SMAP×SMAP（フジテレビ・関西テレビ）
- タンブリング(TBSテレビ)レギュラー:白峰和彦役
- クロヒョウ（テレビ東京）4話ゲスト：西田きよし役
- 監察医朝顔第4話父親役（フジテレビ）

### 映画
- パッチギ!（空手部部員）
- 不良少年の夢（ヤンキーの寮生役）
- ラフ ROUGH（水泳部員役）
- クローズZERO2 （鈴蘭高校生役）

### CM
- 金麦
- ジョージア
- はたらいく
- ダイハツ
- 毎日コミュニケーションズ
- バンプレスト
- グリコ アイスの実
- SANKYO逆襲のシャー
- フォンデスク
- 三菱地所
- NTT docomo 家族対抗スマート競争

### その他
- 速水もこみち主演 横浜エイティーズ（チンピラ役）（携帯ドラマ）

- 踊るさんま御殿　再現多数

| スタブアイコン | サブスタブ | この項目は、まだ閲覧者の調べものの参照としては役立たない、俳優（男優・女優）に関連した書きかけの項目です。この項目を加筆・訂正などしてくださる協力者を求めています（P:映画/PJ芸能人）。 |